# Geophis anocularis
Geophis anocularis là một loài rắn trong họ Rắn nước. Loài này được Dunn mô tả khoa học đầu tiên năm 1920.